# Heikki Lahdelma
Heikki Lahdelma (né le 30 mars 1922 à Tampere en Finlande) est un joueur finlandais de hockey sur glace.

## Carrière en club
En 1938, il commence sa carrière avec l'Ilves Tampere dans la SM-sarja.

## Statistiques
| Saison  | Équipe        | Ligue    |    | Saison régulière | Saison régulière | Saison régulière | Saison régulière | Saison régulière |   | Séries éliminatoires | Séries éliminatoires | Séries éliminatoires | Séries éliminatoires | Séries éliminatoires |
| Saison  | Équipe        | Ligue    | PJ | B                | A                | Pts              | Pun              | PJ               | B | A                    | Pts                  | Pun                  |                      |                      |
| 1938-39 | Ilves Tampere | SM-sarja | 6  | 0                | 0                | 0                | 0                | -                | - | -                    | -                    | -                    |                      |                      |
| 1940-41 | Ilves Tampere | SM-sarja | 7  | 1                | 0                | 1                | 0                | -                | - | -                    | -                    | -                    |                      |                      |
| 1942-43 | Ilves Tampere | SM-sarja | 7  | 0                | 0                | 0                | 0                | -                | - | -                    | -                    | -                    |                      |                      |